# Yandra Moura
Yandra Barreto Ferreira (Aracaju, 25 de abril de 1994), mais conhecida como Yandra de André ou Yandra Moura, é uma advogada e política brasileira filiada ao União Brasil (UNIÃO). Em 2022, Yandra foi eleita deputada federal por Sergipe.

## Biografia
Advogada com atuação em Administração, é filha do ex-deputado federal por Sergipe, ex-Secretário da Casa Civil na administração Wilson Witzel e prefeito de Pirambu por dois mandatos, condenado pelo STF a 8 anos de prisão em duas de três ações penais que respondia pelos crimes de peculato e desvio de verbas públicas, André Moura. Sua carreira política foi impulsionada pela atuação do pai, de quem lembrou o mandato como deputado federal e tomou o nome para sua própria candidatura. Sua mãe, Lara Moura (PSC), é a atual prefeita de Japabatuba e seu avô Reinaldo Moura, ex-deputado estadual, também foi político.
Nas eleições de 2022 foi eleita como deputada Federal por Sergipe, pelo partido União Brasil, com 131.471 votos, a mais votada no estado. Ao lado da Delegada Katarina (PSD), se tornou a primeira mulher eleita em representação de seu estado para a Câmara dos Deputados.

## Histórico Eleitoral
| Ano  | Eleição              | Candidato a      | Partido | Coligação                                                             | Suplentes/Vice          | Votos   | %      | Resultado           |
| ---- | -------------------- | ---------------- | ------- | --------------------------------------------------------------------- | ----------------------- | ------- | ------ | ------------------- |
| 2022 | Estaduais do Sergipe | Deputada Federal | UNIÃO   | —                                                                     | —                       | 131.471 | 11,01% | Eleita              |
| 2024 | Municipal de Aracaju | Prefeita         | UNIÃO   | Para Aracaju Avançar Mudando (UNIÃO, PODE, PRD, DC, MOBILIZA, Avante) | Belivaldo Chagas (PODE) | 43.932  | 14,32% | Não eleita 1° turno |